# Jules Méline
Jules Méline (n. 20 de Maio de 1838 - f. 21 de Dezembro de 1925 ) foi um político francês. Ocupou o cargo de primeiro-ministro da França, entre 29 de Abril de 1896 a 28 de Junho de 1898.